# Problepsis violascens
Problepsis violascens är en fjärilsart som beskrevs av Louis Beethoven Prout 1934. Problepsis violascens ingår i släktet Problepsis och familjen mätare. Inga underarter finns listade i Catalogue of Life.